# José Ferrer
José Ferrer, all'anagrafe José Vicente Ferrer de Otero y Cintrón (San Juan, 8 gennaio 1912 – Coral Gables, 26 gennaio 1992), è stato un attore e regista portoricano naturalizzato statunitense.
Vinse il premio Oscar al miglior attore protagonista nel 1951 per l'interpretazione in Cirano di Bergerac (1950).

## Biografia
Figlio di un avvocato, José Ferrer giunse con la famiglia negli Stati Uniti dalla natia Portorico quando aveva sei anni, nel 1918. Brillante studente, all'età di appena 14 anni superò gli esami di ammissione all'Università di Princeton. Dopo aver studiato architettura, seguì la propria vocazione di attore e intraprese la carriera artistica in campo teatrale, facendo il suo debutto a Broadway nel 1935. Nel 1940 diresse e interpretò la commedia La zia di Carlo.
Nel 1946 fu a sua volta diretto da Mel Ferrer, con cui non aveva alcun rapporto di parentela, nell'opera teatrale Cyrano de Bergerac, che gli consentì di farsi notare dai produttori cinematografici e di ottenere il ruolo di Carlo VII, il Delfino di Francia, nel film Giovanna d'Arco (1948), che rappresentò il suo debutto sul grande schermo e gli consentì di guadagnarsi una candidatura al premio Oscar al miglior attore non protagonista. Due anni più tardi riprese il ruolo di Cyrano, il romantico poeta dall'enorme naso, che aveva già interpretato trionfalmente a teatro, nel film Cirano di Bergerac (1950), che gli valse l'Oscar al miglior attore e il Golden Globe.
Subito dopo ottenne un'altra candidatura all'Academy Award per il complesso ruolo di Henri de Toulouse-Lautrec nel film Moulin Rouge (1952) di John Huston, nel quale diede un'interpretazione sorprendente del celebre pittore affetto da nanismo, recitando in ginocchio per rendere al meglio la caratteristica fisica del personaggio. Il successo cinematografico non impedì a Ferrer di continuare a calcare il palcoscenico e di passare anche alla regia teatrale.
In quest'ultima veste, l'attore vinse quattro Tony Award, di cui uno per il dramma The Shrike, da cui trasse il film La figlia di Caino (1955), con il quale debuttò come regista cinematografico, cui seguirono altre direzioni per il grande schermo, fra le quali L'affare Dreyfus (1958), L'alto prezzo dell'amore (1958), Ritorno a Peyton Place (1961). Attivo fino agli anni ottanta, lavorò sotto la guida di grandi registi: apparve in Fedora (1978) di Billy Wilder, Una commedia sexy in una notte di mezza estate (1982) di Woody Allen, e nel fantascientifico Dune (1984) di David Lynch, e recitò accanto a Mel Brooks nella commedia Essere o non essere (1983).

### Vita privata
Zio acquisito di George Clooney, è stato sposato quattro volte: dal 1938 al 1948 con l'attrice Uta Hagen da cui ebbe una figlia, Leticia, nata nel 1940; dal 1948 al 1953 con l'attrice Phyllis Hill; dal 1953 al 1967 con l'attrice e cantante statunitense Rosemary Clooney, dalla quale ebbe due figli: Rafael e Miguel, ambedue divenuti attori; dal 1977 fino alla morte con Stella Daphne Magee.

## Filmografia parziale

### Attore

#### Cinema
- Giovanna d'Arco (Joan of Arc), regia di Victor Fleming (1948)
- Il segreto di una donna (Whirlpool), regia di Otto Preminger (1949)
- Nozze infrante (The Secret Fury), regia di Mel Ferrer (1950) (non accreditato)
- La rivolta (Crisis), regia di Richard Brooks (1950)
- Cirano di Bergerac (Cyrano de Bergerac), regia di Michael Gordon (1950)
- Tutto può accadere (Anything Can Happen), regia di George Seaton (1952)
- Moulin Rouge, regia di John Huston (1952)
- Pioggia (Miss Sadie Thompson), regia di Curtis Bernhardt (1953)
- L'ammutinamento del Caine (The Caine Mutiny), regia di Edward Dmytryk (1954)
- Così parla il cuore (Deep in My Heart), regia di Stanley Donen (1954)
- Sopravvissuti: 2 (The Cockleshell Heroes), regia di José Ferrer (1955)
- La figlia di Caino (The Shrike), regia di José Ferrer  (1955)
- Lawrence d'Arabia (Lawrence of Arabia), regia di David Lean (1962)
- 9 ore per Rama (Nine Hours to Rama), regia di Mark Robson (1963)
- Un treno è fermo a Berlino (Verspätung in Marienborn), regia di Rolf Hädrich (1963)
- Cyrano e D'Artagnan (Cyrano et D'Artagnan), regia di Abel Gance (1964)
- La più grande storia mai raccontata (The Greatest Story Ever Told), regia di George Stevens (1965)
- La nave dei folli (Ship of Fools), regia di Stanley Kramer (1965)
- Le avventure e gli amori di Miguel Cervantes (Cervantes), regia di Vincent Sherman (1967)
- La testa del serpente (El clan de los inmorales), regia di José Gutiérrez Maesso (1975)
- La nave dei dannati (Voyage of the Damned), regia di Stuart Rosenberg (1976)
- Sentinel, regia di Michael Winner (1977)
- Dracula contro zombi (Zoltan, Hound of Dracula), regia di Albert Band (1978)
- Fedora, regia di Billy Wilder (1978)
- Swarm, regia di Irwin Allen (1978)
- The Fifth Musketeer, regia di Ken Annakin (1979)
- Chi tocca il giallo muore (The Big Brawl), regia di Robert Clouse (1980)
- Una commedia sexy in una notte di mezza estate (A Midsummer Night's Sex Comedy), regia di Woody Allen (1982)
- Essere o non essere (To Be or Not to Be), regia di Alan Johnson (1983)
- The Being, regia di Jackie Kong (1983)
- Professione giustiziere (The Evil That Men Do), regia di J. Lee Thompson (1984)
- Dune, regia di David Lynch (1984)

#### Televisione
- General Electric Theater – serie TV, episodio 8x09 (1959)
- The Greatest Show on Earth – serie TV, episodio 1x03 (1963)
- Colombo (Columbo) – serie TV, episodio 3x06 (1974)
- La signora in giallo (Murder, She Wrote) – serie TV, episodio 1x09 (1984)

### Regista
- La figlia di Caino (The Shrike) (1955)
- Sopravvissuti: 2 (The Cockleshell Heroes) (1955)
- The Great Man (1956)
- L'affare Dreyfus (I Accuse!), (1958)
- L'alto prezzo dell'amore (The High Cost of Loving) (1958)
- Ritorno a Peyton Place (Return to Peyton Place) (1961)
- Alla fiera per un marito (State Fair) (1962)

## Riconoscimenti
- Premio Oscar
  - 1949 – Candidatura per il miglior attore non protagonista per Giovanna d'Arco
  - 1951 – Miglior attore protagonista per Cirano di Bergerac
  - 1953 – Candidatura per il miglior attore protagonista per Moulin Rouge
- Golden Globe
  - 1951 – Miglior attore in un film drammatico per Cirano di Bergerac
- BAFTA Awards
  - 1955 – Candidatura per il miglior attore straniero per L'ammutinamento del Caine
- Directors Guild of America Award
  - 1958 – Candidatura per il miglior regista cinematografico per The Great Man
- New York Film Critics Circle Awards
  - 1950 – Candidatura per il miglior attore per Cirano di Bergerac
- Tony Award
  - 1947 – Miglior attore protagonista in un'opera teatrale per Cyrano de Bergerac
  - 1952 – Miglior attore protagonista in un'opera teatrale per The Shrike
  - 1952 – Miglior regista per The Shrike
  - 1952 – Miglior regista per Stalag 17
  - 1952 – Miglior regista per Letto matrimoniale
  - 1958 – Candidatura per il miglior musical per Oh, Captain! (condivisa con Al Morgan, Jay Livingston e Ray Evans)
- Primetime Emmy Awards
  - 1951 – Candidatura per il miglior attore
  - 1956 – Candidatura per il miglior attore in un singolo episodio per Producers' Showcase (episodio Cyrano de Bergerac)

## Doppiatori italiani
Nelle versioni in italiano delle opere in cui ha recitato, José Ferrer è stato doppiato da:
- Stefano Sibaldi in Cirano di Bergerac, Tutto può accadere, Moulin Rouge, Pioggia, L'ammutinamento del Caine, La figlia di Caino
- Emilio Cigoli ne Il segreto di una donna, La più grande storia mai raccontata, 9 ore per Rama
- Giorgio Capecchi in Giovanna d'Arco, L'affare Dreyfus, L'alto prezzo dell'amore
- Lino Troisi ne Il ritorno del capitano Nemo, Fedora
- Renato Mori in Professione giustiziere, Starsky & Hutch
- Mario Besesti in La rivolta
- Renato Turi in Lawrence d'Arabia
- Arnoldo Foà in Cyrano e D'Artagnan
- Nando Gazzolo in La nave dei folli
- Corrado Gaipa in Colombo
- Giorgio Piazza in La testa del serpente
- Mario Bardella ne Il giovane Harry Houdini
- Ennio Balbo in La nave dei dannati
- Silvio Noto in Sentinel
- Mario Feliciani in Una commedia sexy in una notte di mezza estate
- Marcello Tusco in Essere o non essere
- Arturo Dominici in Dune
- Roberto Villa in La signora in giallo
- Sandro Tuminelli in Orchidee e sangue
- Claudio Capone in Cirano di Bergerac (1º ridoppiaggio)
- Saverio Indrio in Cirano di Bergerac (2º ridoppiaggio)